# Газопереробний завод Абу-Маді
Газопереробний завод Абу-Маді – розташований у дельті Ніла інфраструктурний об'єкт нафтогазової промисловості Єгипту.
У 1975 році почався видобуток на родовищі Абу-Маді, що започаткувало комерційне використання природного газу в Єгипті. При цьому до комплексу облаштування родовища увійшла установка підготовки, яка приводила продукцію до товарного вигляду. Видача товарного газу відбувалась по трубопроводу Абу-Маді – Тальха, який в подальшому зробили багатонитковим, а потім і по трубопроводу Абу-Маді – Дум'ят.
В 1992-му біч-о-біч із попереднім запустили ще один газопереробний комплекс, відомий як Нью-Абу-Маді або Ель-Кара. Це стало результатом введення у розробку родовища Ель-Кара (El Qar’a), що фактично було північним продовженням Абу-Маді, проте його свердловини вже знаходились на території іншого ліцензійного блоку. Особливістю нових потужностей із пропускною здатністю у 7,3 млн м3 на добу стала наявність блоку вилучення зрідженого нафтового газу (пропан-бутанова фракція).
В подальшому до заводу проклали трубопроводи від трьох інших родовищ – Нідоко, яке знаходилось прямо на узбережжі, а також офшорних родовищ групи Балтім (вводились в експлуатацію з 1997 по 2005 роки). В останньому випадку сформувалась трубопровідна система Балтім – Абу-Маді.
Станом на середину 2000-х майданчик Абу-Маді вже мав можливість приймати 22,6 млн м3 газу на добу, з яких 15,3 млн м3 припадало на установки, здатні вилучати ЗНГ в обсягах до 400 тон на добу (плюс 8500 барелів конденсату).
В 2016 та 2019 роках до ГПЗ вивели трубопроводи від родовищ Нурос та Південно-Західний Балтім, які відомі разом як Великий Нурос. При цьому завод міг прийняти від зазначених родовищ лише 19,8 млн м3 газу на добу, тому на період пікового видобутку на узбережжі розмістили тимчасову орендовану установку підготовки пропускною здатністю у 10 млн м3 на добу. З метою оптимального використання ресурсу Великого Нуросу, того ж 2019-го спорудили трубопровід довжиною 91 км з діаметром 800 мм, що прямує на схід в район Ель-Гаміль. Там знаходиться газопереробний завод United Gas Derivatives Company, який спеціалізується на роботі з гомологами метану та забезпечує вилучення 98% пропану.